# JWマリオット・ホテル奈良

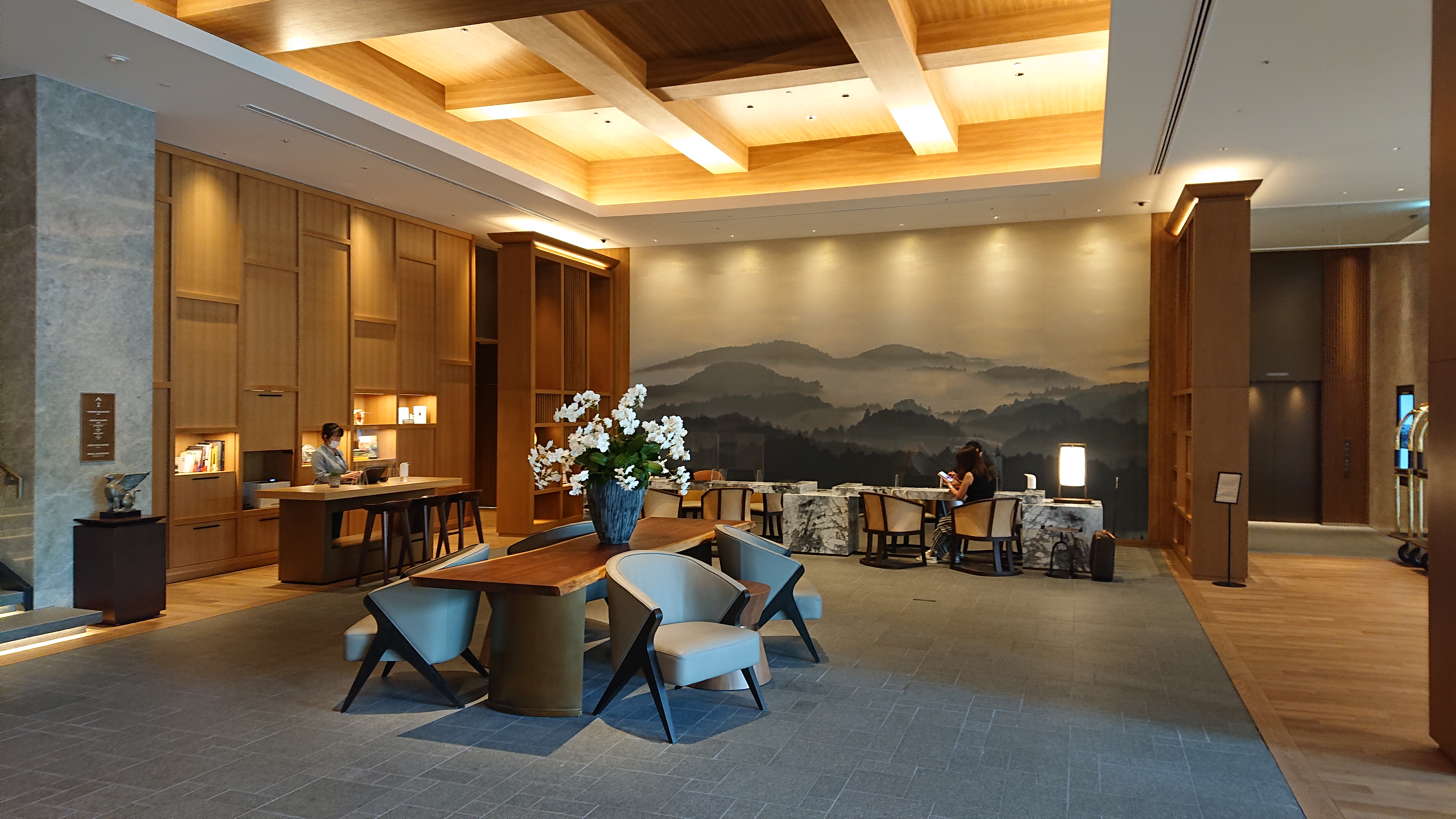
ロビー

JWマリオット・ホテル奈良 (JWマリオット・ホテルなら、JW Marriott Hotel Nara) は、奈良県奈良市三条大路にあるホテル。マリオット・インターナショナルの最高級クラスのホテルブランド「ラグジュアリー」である「JWマリオット」を日本国内で唯一冠するラグジュアリーホテルであり、奈良県初の外資系ラグジュアリーホテルでもある。

## 概要
奈良県が推進する「大宮通り新ホテル・交流拠点事業」は、奈良市の中心部に位置する県有地（県営プール跡地及び奈良警察跡地）を利活用し、奈良での滞在型観光・人々の交流を促進する新たな拠点を創出するため、国内初進出となる国際級ホテルJWマリオット・ホテル奈良の誘致や、NHK奈良放送会館の移転と併せて、コンベンション施設をはじめとする交流拠点、「奈良県コンベンションセンター」の整備を行う県の大規模再開発事業。本事業のうち、森トラストがホテル部分の開発を担う事業者として、2017年7月に用地取得、マリオット・インターナショナルの日本初進出となる最高級ホテルブランドJWマリオット・ホテル奈良を誘致し、2020年7月22日に本ホテルを開業させた。

### JWマリオットのコンセプト
JWマリオットは、マリオット・インターナショナルが展開するラグジュアリーブランドのひとつ。ブランド哲学である「The JW Treatment」を通じ、ゲストへ真のラグジュアリーを提供することに情熱をもったホテルアソシエートの育成を行っている。
JWマリオット・ホテル奈良においては、世界的なデザイン事務所である英国ロンドンのGA Groupがグラフィック・サインとインテリアデザインを担当。ホテル全体のコンセプトは「Modern Japanese elegance」。レセプションとロビーのデザインテーマは、「A distinctly Japanese Grand Residence」：JW奈良のゲストの到着を温かく迎えることを目指し、意図的にフォーマルではなくグランドレジデンスのようによりリラックスして居心地のよいものを目指している。建物自体は鉄骨なのだが、ロビーには奈良の寺院や古民家を意識した木材の梁や奈良の鹿がデザインとして表現されている。客室のスキームは、「Traditional influences」奈良の伝統的な家屋にあるTimber Bronze（深みのある木材色）とレザーを使用したナチュラルでフレッシュなトーンのベースカラーとしている。カーペットとクッションの暖かいオレンジ色のトーンは、季節ごとの自然な色の変化を表し、毎年奈良で開催される伝統的な火祭りをイメージさせる。ベッドの上のフィーチャーアートは、奈良鹿の角を基にした抽象的な装飾がされている。

### 経営陣
- 総支配人：クリストファー・クラーク（前任：ザ・リッツ・カールトン大阪総支配人）[6]

## 施設
- 客室…158室(スイート16室含む)[8]
- ラウンジバー「Flying Stag(フライングスタッグ)」
- レストラン…2
  - 各国料理「Silk Road Dining（シルクロード ダイニング）」
  - 日本料理「Azekura(校倉)」
- 宴会場…5
- スパ(SPA by JW)、フィットネス
- 室内プール
- ミニ菜園・屋外リラックススペース「jw garden」

### フロア構成
- 6F: 客室
- 5F：客室、室内プール
- 4F：客室、スパ「SPA BY JW」、フィットネスセンター、プール用エレベーター口
- 3F：客室
- 2F：ボールルーム、ミーティングルーム、ブライダルショールーム、エグゼクティブラウンジ、クローク、喫煙室、化粧室
  - 屋外：ミニ菜園・屋外リラックススペース「jw garden」
- 1F：フロント
  - ラウンジバー「Flying Stag(フライングスタッグ)」
  - レストラン
    - 各国料理「Silk Road Dining（シルクロード ダイニング）」
    - 日本料理「Azekura(校倉)」
- B1：地下駐車場[8]

### 客室
- デラックスルーム（キング・ツイン：36m2）
- エグゼクティブルーム（キング・ツイン：36m2）12室
- NARAジュニアスイート（キング：43m2）
- グリフィンジュニアスイート（キング：55m2）
- エグゼクティブスイート（キング・ツイン：92m2）
- プレジデンシャルスイート（キング：172m2）[8]

### 宴会施設
- ボールルーム宴会場「吉野」
- ミーティングルーム「葛城」、「畝傍」、「若草」、「三輪」
- ブライダルショールーム、クローク、喫煙室、化粧室[8]

## 駐車場
- ホテル内地下駐車場（B1階）[9]
- 奈良県コンベンションセンター地下駐車場（ホテル隣接、電気自動車充電ステーションあり）[10]

## 交通アクセス
- 自動車
  - 第二阪奈道路宝来IC
  - 京奈和自動車道木津IC

- 電車
  - 近畿日本鉄道奈良線新大宮駅で下車、徒歩10分

- バス
  - 関西国際空港エアポートリムジンバス(奈良県コンベンションセンター停留所)
  - ぐるっとバス（大宮通りルート：近鉄奈良駅～奈良県コンベンションセンター停留所）

## 周辺
- 奈良市役所
- 奈良県コンベンションセンター
- 平城宮
- 奈良公園
- 東大寺
- 春日大社
- 興福寺
- 薬師寺